# フロリダ映画批評家協会賞 アニメーション映画賞
フロリダ映画批評家協会賞 アニメーション映画賞（フロリダえいがひひょうかきょうかいしょう アニメーションえいがしょう、Florida Film Critics Circle Award for Best Animated Feature）は、フロリダ映画批評家協会が、アニメーション映画制作における最も優れた業績を称賛するために授与する賞。

## 受賞作品

### 1990年代
| 1999年 | アイアン・ジャイアント | ブラッド・バード | - サウスパーク/無修正映画版 | トレイ・パーカー トイ・ストーリー2 | ジョン・ラセター |

### 2000年代
| 2000年 | チキンラン                             | ピーター・ロード、ニック・パーク                 | - ラマになった王様            | マーク・ディンダル エル・ドラド 黄金の都                                                                       | ドン・ポール、ビボ・バージェロン                                      |                                                             |                                                |
| 2001年 | シュレック                             | アンドリュー・アダムソン、ヴィッキー・ジェンソン | - アトランティス 失われた帝国 | ゲイリー・トルースデール カーク・ワイズ モンスターズ・インク                                                   | ピート・ドクター                                                      |                                                             |                                                |
| 2002年 | 千と千尋の神隠し                       | 宮崎駿                                           | - アイス・エイジ              | クリス・ウェッジ スピリット                                                                                    | ケリー・アズベリー                                                    |                                                             |                                                |
| 2003年 | ファインディング・ニモ                 | アンドリュー・スタントン                         | - ブラザー・ベア              | アーロン・ブライズ、ロバート・ウォーカー ラグラッツのGOGOアドベンチャー                                        | ノートン・ヴァーギー、ジョン・エング                                  |                                                             |                                                |
| 2004年 | Mr.インクレディブル                    | ブラッド・バード                                 | - シュレック2                 | アンドリュー・アダムソン ケリー・アズベリー、コンラッド・ヴァーノン スポンジ・ボブ/スクエアパンツ ザ・ムービー | スティーブン・ヒレンバーグ                                            |                                                             |                                                |
| 2005年 | ウォレスとグルミット 野菜畑で大ピンチ! | スティーヴ・ボックス、ニック・パーク             | - チキン・リトル              | マーク・ディンダル ティム・バートンのコープスブライド                                                          | ティム・バートン マダガスカル                                         | エリック・ダーネル、トム・マクグラス ヴァリアント           | ゲーリー・チャップマン (アーティスト/俳優)     |
| 2006年 | モンスター・ハウス                     | ギル・ケナン                                     | - カーズ                      | ジョン・ラセター ハッピー フィート                                                                             | ジョージ・ミラー アイス・エイジ2                                      | カルロス・サルダーニャ 森のリトル・ギャング                 | ティム・ジョンソン、キャリー・カークパトリック |
| 2007年 | レミーのおいしいレストラン             | ブラッド・バード                                 | - ルイスと未来泥棒            | スティーブ・アンダーソン シュレック3                                                                           | クリス・ミラー ザ・シンプソンズ MOVIE                                 | デヴィッド・シルヴァーマン サーフズ・アップ                 | アッシュ・ブラノン、クリス・バック             |
| 2008年 | ウォーリー                             | アンドリュー・スタントン                         | - ボルト                      | クリス・ウィリアムズ、バイロン・ハワード カンフー・パンダ                                                      | ジョン・ウェイン・スティーブンソン、マーク・オズボーン 崖の上のポニョ | 宮崎駿 ねずみの騎士デスペローの物語                         | ロバート・スティーヴンヘイゲン、サム・フェル   |
| 2009年 | カールじいさんの空飛ぶ家               | ピート・ドクター                                 | - くもりときどきミートボール  | フィル・ロード&クリス・ミラー コララインとボタンの魔女 3D                                                      | ヘンリー・セリック プリンセスと魔法のキス                             | ロン・クレメンツ、ジョン・マスカー ブレンダンとケルズの秘密 | トム・ムーア                                   |

### 2010年代
| 2010年 | トイ・ストーリー3                 | リー・アンクリッチ                       | - アルファ・アンド・オメガ        | アンソニー・ベル、ベン・グルック 怪盗グルーの月泥棒 3D                                    | ピエール・コフィン、クリス・ルノー ヒックとドラゴン                                                             | クリス・サンダース、ディーン・デュボア 塔の上のラプンツェル | ネイサン・グレノ、バイロン・ハワード |
| 2011年 | タンタンの冒険/ユニコーン号の秘密 | スティーヴン・スピルバーグ               | - アーサー・クリスマスの大冒険    | サラ・スミス カンフー・パンダ2                                                            | ジェニファー・ユー・ネルソン 長ぐつをはいたネコ                                                                 | クリス・ミラー ブルー 初めての空へ                          | カルロス・サルダーニャ               |
| 2012年 | フランケンウィニー                | ティム・バートン                         | - メリダとおそろしの森            | マーク・アンドリュース、ブレンダ・チャップマン パラノーマン ブライス・ホローの謎          | サム・フェル、クリス・バトラー ザ・パイレーツ! バンド・オブ・ミスフィッツ – ピーター・ロード シュガー・ラッシュ | リッチ・ムーア                                              |                                      |
| 2013年 | アナと雪の女王                    | クリス・バック、ジェニファー・リー       | - クルードさんちのはじめての冒険  | クリス・サンダース、カーク・デミッコ 怪盗グルーのミニオン危機一発                         | ピエール・コフィン、クリス・ルノー モンスターズ・ユニバーシティ                                                 | ダン・スカンロン 風立ちぬ                                   | 宮崎駿                               |
| 2014年 | LEGO ムービー                     | フィル・ロード&クリス・ミラー            | - ベイマックス                    | ドン・ホール、クリス・ウィリアムズ ボックストロール                                       | アンソニー・スタッチ、グラハム・アナベル ヒックとドラゴン2                                                      | ディーン・デュボア ソング・オブ・ザ・シー 海のうた          | トム・ムーア                         |
| 2015年 | インサイド・ヘッド                | ピート・ドクター、ロニー・デル・カルメン | - アノマリサ                      | チャーリー・カウフマン、デューク・ジョンソン、ローザ・トラン 父を探して                   | アレ・アブレウ 映画 ひつじのショーン 〜バック・トゥ・ザ・ホーム〜                                               | マーク・バートン、リチャード・スターザック 思い出のマーニー | 米林宏昌、西村義明                   |
| 2016年 | KUBO/クボ 二本の弦の秘密          | トラヴィス・ナイト                       | - ズートピア                      | バイロン・ハワード、リッチ・ムーア、ジャレド・ブッシュ モアナと伝説の海                   | ロン・クレメンツ、ジョン・マスカー、ドン・ホール、クリス・ウィリアムズ ソーセージ・パーティー                   | グレッグ・ティアナン、コンラッド・ヴァーノン                |                                      |
| 2017年 | リメンバー・ミー                  | リー・アンクリッチ                       | - ゴッホ 最期の手紙               | ドロタ・コビエラ、ヒュー・ウェルチマン ボス・ベイビー                                     | トム・マクグラス 生きのびるために                                                                               | ノラ・トゥーミー レゴバットマン ザ・ムービー                | クリス・マッケイ                     |
| 2018年 | 未来のミライ                      | 細田守                                   | - スパイダーマン:スパイダーバース | ボブ・ペルシケッティ、ピーター・ラムジー、ロドニー・ロスマン インクレディブル・ファミリー | ブラッド・バード 犬ヶ島                                                                                         | ウェス・アンダーソン                                        |                                      |